# Вовк та вівці
«Вовк та вівці» (англ. Wolf and Sheep) — міжнародно-спродюсований фільм, знятий Шарбаноо Садат. Світова прем'єра стрічки відбулась 16 травня 2016 року на Каннському кінофестивалі. Фільм розповідає про 11-річних сільських хлопчика і дівчинку.

## У ролях
| Актор             | Роль |
| ----------------- | ---- |
| Седіка Расулі     |      |
| Кодратолла Кадірі |      |
| Аміна Мусаві      |      |
| Сахар Карімі      |      |
| Масума Хуссайні   |      |

## Визнання
| Нагороди та номінації фільму «Вовк та вівці» | Нагороди та номінації фільму «Вовк та вівці»    | Нагороди та номінації фільму «Вовк та вівці» | Нагороди та номінації фільму «Вовк та вівці» | Нагороди та номінації фільму «Вовк та вівці» | Нагороди та номінації фільму «Вовк та вівці» |
| Рік                                          | Кінопремія / Кінофестиваль                      | Категорія / Нагорода                         | Номінант                                     | Результат                                    |                                              |
| -------------------------------------------- | ----------------------------------------------- | -------------------------------------------- | -------------------------------------------- | -------------------------------------------- | -------------------------------------------- |
| 2016                                         | Єрусалимський кінофестиваль                     | Приз ФІПРЕССІ                                | «Вовк та вівці»                              | Номінація                                    |                                              |
| 2016                                         | Каннський кінофестиваль                         | Приз C.I.C.A.E.                              | «Вовк та вівці»                              | Перемога                                     |                                              |
| 2016                                         | Каннський кінофестиваль                         | «Золота камера» за найкращий дебютний фільм  | «Вовк та вівці»                              | Номінація                                    |                                              |
| 2016                                         | Київський міжнародний кінофестиваль «Молодість» | «Скіфський олень» за найкращий фільм         | «Вовк та вівці»                              | Номінація                                    |                                              |